# Nazionale maschile under 20 di calcio del Sudafrica
La Nazionale di Calcio del Sudafrica Under-20, controllata dalla SAFA, è la rappresentativa del Sudafrica nelle competizioni U-20.

## Partecipazioni a competizioni internazionali

### Mondiali Under-20
| Anno      | Piazzamento      | G                | V                | N*               | P                | GF               | GS               |
| --------- | ---------------- | ---------------- | ---------------- | ---------------- | ---------------- | ---------------- | ---------------- |
| 1977-1993 | Non partecipante | Non partecipante | Non partecipante | Non partecipante | Non partecipante | Non partecipante | Non partecipante |
| 1995      | Primo turno      | 3                | 0                | 1                | 2                | 2                | 6                |
| 1997      | Non qualificata  | Non qualificata  | Non qualificata  | Non qualificata  | Non qualificata  | Non qualificata  | Non qualificata  |
| 1999      | Non qualificata  | Non qualificata  | Non qualificata  | Non qualificata  | Non qualificata  | Non qualificata  | Non qualificata  |
| 2001      | Non qualificata  | Non qualificata  | Non qualificata  | Non qualificata  | Non qualificata  | Non qualificata  | Non qualificata  |
| 2003      | Non qualificata  | Non qualificata  | Non qualificata  | Non qualificata  | Non qualificata  | Non qualificata  | Non qualificata  |
| 2005      | Non qualificata  | Non qualificata  | Non qualificata  | Non qualificata  | Non qualificata  | Non qualificata  | Non qualificata  |
| 2007      | Non qualificata  | Non qualificata  | Non qualificata  | Non qualificata  | Non qualificata  | Non qualificata  | Non qualificata  |
| 2009      | Ottavi di finale | 4                | 1                | 1                | 2                | 5                | 8                |
| 2011      | Non qualificata  | Non qualificata  | Non qualificata  | Non qualificata  | Non qualificata  | Non qualificata  | Non qualificata  |
| 2013      | Non qualificata  | Non qualificata  | Non qualificata  | Non qualificata  | Non qualificata  | Non qualificata  | Non qualificata  |
| 2015      | Non qualificata  | Non qualificata  | Non qualificata  | Non qualificata  | Non qualificata  | Non qualificata  | Non qualificata  |
| 2017      | Primo turno      | 3                | 0                | 1                | 2                | 1                | 4                |
| 2019      | Primo turno      | 3                | 0                | 1                | 2                | 3                | 7                |
| 2023      | Non qualificata  | Non qualificata  | Non qualificata  | Non qualificata  | Non qualificata  | Non qualificata  | Non qualificata  |
| 2025      | Qualificata      | Qualificata      | Qualificata      | Qualificata      | Qualificata      | Qualificata      | Qualificata      |
| Totale    | 4/23             | 13               | 1                | 4                | 8                | 11               | 25               |

## Rosa attuale
Lista dei giocatori convocati per il Campionato mondiale di calcio Under-20 2019.
| N. | Pos. | Giocatore          | Data di nascita/Età | Squadra         |
| -- | ---- | ------------------ | ------------------- | --------------- |
| 1  | P    | Kopano Thuntsane   | 30 ottobre 1999     | Orlando Pirates |
| 2  | D    | Keenan Abrahams    | 27 maggio 1999      | Ajax Cape Town  |
| 3  | D    | Givemore Khupe     | 20 dicembre 1999    | Cape Umoya Utd  |
| 4  | D    | Malebogo Modise    | 6 febbraio 1999     | M. Sundowns     |
| 5  | D    | Sibusiso Mabiliso  | 14 aprile 1999      | AmaZulu         |
| 6  | D    | Fezile Gcaba       | 3 marzo 1999        | Orlando Pirates |
| 7  | C    | Promise Mkhuma     | 24 maggio 2000      | M. Sundowns     |
| 8  | C    | Njabulo Blom       | 11 dicembre 1999    | Kaizer Chiefs   |
| 9  | C    | Oswin Appollis     | 25 agosto 2001      | SuperSport Utd  |
| 10 | A    | Lyle Foster        | 3 settembre 2000    | Monaco          |
| 11 | A    | Thakgalo Leshabela | 18 settembre 1999   | Leicester City  |
| 12 | A    | Thabiso Monyane    | 30 aprile 2000      | Orlando Pirates |
| 13 | D    | Keenan Phillips    | 7 febbraio 2000     | Bidvest Wits    |
| 14 | A    | Muzomuhle Khanyi   | 30 marzo 1999       | Bidvest Wits    |
| 15 | C    | Siphesihle Mkhize  | 5 febbraio 1999     | M. Sundowns     |
| 16 | P    | Glen Baadjies      | 27 marzo 2000       | M. Sundowns     |
| 17 | C    | Luvuyo Phewa       | 8 novembre 1999     | Royal AM        |
| 18 | A    | Leo Thethani       | 8 gennaio 1999      | Ajax            |
| 19 | C    | Kobamelo Kodisang  | 28 agosto 1999      | Sanjoanense     |
| 20 | P    | Walter Kubheka     | 7 gennaio 1999      | Cape Umoya Utd  |
| 21 | D    | Thabo Moloisane    | 24 febbraio 1999    | M. Sundowns     |

## Tutte le rose

### Campionato mondiale Under-20
Campionato del mondo Under-20 19971 Wagner, 2 Morale, 3 Less, 4 Kannemeyer, 5 Booth, 6 Maselesele, 7 Fredericks, 8 Mgwigwi, 9 Makhanya, 10 Hartley, 11 Matsau, 12 Mkhize, 13 Nyedimane, 14 Lekoelea, 15 Matombo, 16 Roberts, 17 McCarthy, 18 Mbuthu, CT: Mashaba
Campionato del mondo Under-20 20091 Keet, 2 Khumalo, 3 Mxoyana, 4 Hlatshwayo, 5 Mphahlele, 6 Mokotjo, 7 Claasen, 8 Doutie, 9 Ngcepe, 10 Serero, 11 Khwela, 12 Masango, 13 Shitolo, 14 Bhengu, 15 Jali, 16 Ngobeni, 17 Maluleka, 18 Erasmus, 19 Zulu, 20 Ndlovu, 21 Salie, CT: Letsoaka
Campionato del mondo Under-20 20171 Tshabalala, 2 Modise, 3 Saralina, 4 Mokoena, 5 Mthethwa, 6 Meyiwa, 7 Makgalwa, 8 Mbatha, 9 Jordan, 10 Singh, 11 Kammies, 12 Mbule, 13 Mukumela, 14 Frosler, 15 Malepe, 16 Mpoto, 17 Phohlongo, 18 Margeman, 19 Kodisang, 20 Kubheka, 21 Cele, CT: Senong
Campionato del mondo Under-20 20191 Thuntsane, 2 Abrahams, 3 Khupe, 4 Modise, 5 Mabiliso, 6 Gcaba, 7 Mkhuma, 8 Blom, 9 Appollis, 10 Foster, 11 Leshabela, 12 Monyane, 13 Phillips, 14 Khanyi, 15 Mkhize, 16 Baadjies, 17 Phewa, 18 Thethani, 19 Kodisang, 20 Kubheka, 21 Moloisane, CT: Senong